# Spunk
 For alternative betydninger, se Spunk (flertydig). (Se også artikler, som begynder med Spunk)
Spunk er en pastil, der fås som saltlakrids i en sort æske eller som vingummi i en grøn æske med vingummier i fire smagsvarianter og farver – rød, gul, grøn og orange. Produktet fremkom i 1971 og produceres af Galle & Jessen. Navnet stammer fra Pippi Langstrømpe-historien Pippi Langstrømpe i Sydhavet (nok via tv-serien fra 1969, hvor episoden med spunken er afsnit 9).
Ligesom der på lågene af Ga-Jolæskerne er trykt et lille ordsprog har Spunkpakkerne et lille råd trykt under låget. Figuren på æsken er et "fantasidyr" tegnet af en otteårig pige, og slikket har samme facon.